# Baraeus itzingeri
Baraeus itzingeri là một loài bọ cánh cứng trong họ Cerambycidae.